# Hatem Seif
Hatem Seif (en arabe : حاتم سيف), est un nageur égyptien, né vers 1973.

## Carrière
Hatem Seif obtient trois médailles d'or individuelles ainsi qu'une médaille en relais aux Championnats d'Afrique de natation 1990 à Tunis,.
Il remporte cinq médailles d'or aux Jeux africains de 1991 au Caire, sur 200, 400 et 1 500 mètres nage libre et en relais 4 x 100 mètres nage libre et 4 x 200 mètres nage libre.
Il est médaillé d'argent du 1 500 mètres nage libre et du relais 4 x 200 mètres nage libre ainsi que médaillé de bronze du 400 mètres nage libre aux Jeux africains de 1995 à Harare,.